# Fénarimol
Le fénarimol est un fongicide dérivé de la pyrimidine. Il a des propriétés préventives et curatives. Il agit surtout sur l'oïdium. Pour cette raison, le fénarimol est utilisé pour traiter les plantes ornementales, les arbres, les gazons, les tomates, les poivriers, les aubergines, les concombres et les melons.
Il est produit par réaction de la 2,4-dichlorobenzophénone avec la 5-lithiopyrimidine à −125 °C.
Le fénarimol est apparu en 1975.